# بالقاش
بالقاش (به قزاقی: Балқаш، بالقاش)  به معنی علفزار در مرداب (در زبان مغولی) شهری در استان قراغندی کشور قزاقستان است که در سرشماری سال ۲۰۰۸ میلادی، ۸۶۸۹۷ نفر جمعیت داشته است و از سال ۱۹۳۷ میلادی به‌عنوان شهر شناخته می‌شده است.

## نگارخانه

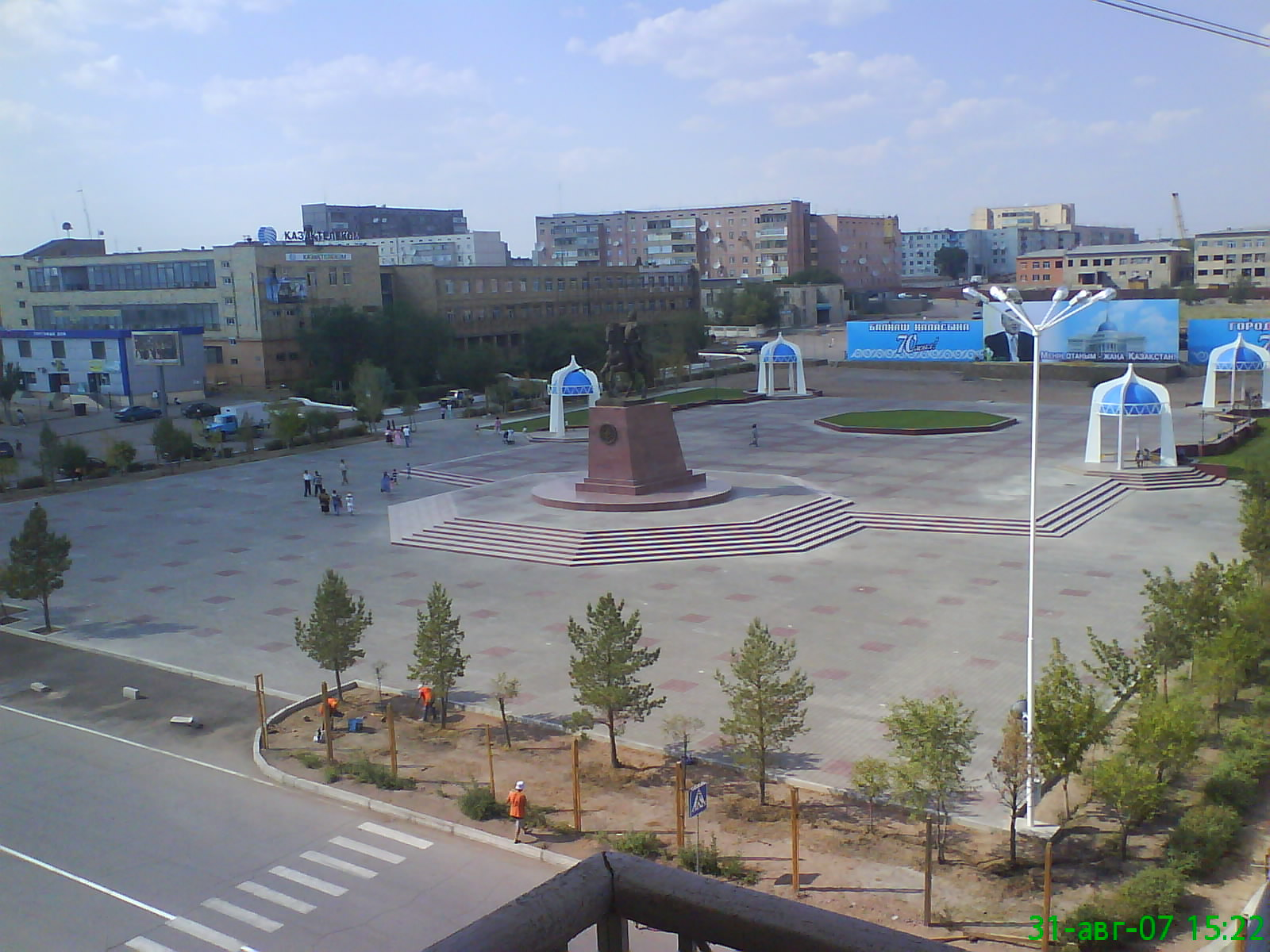
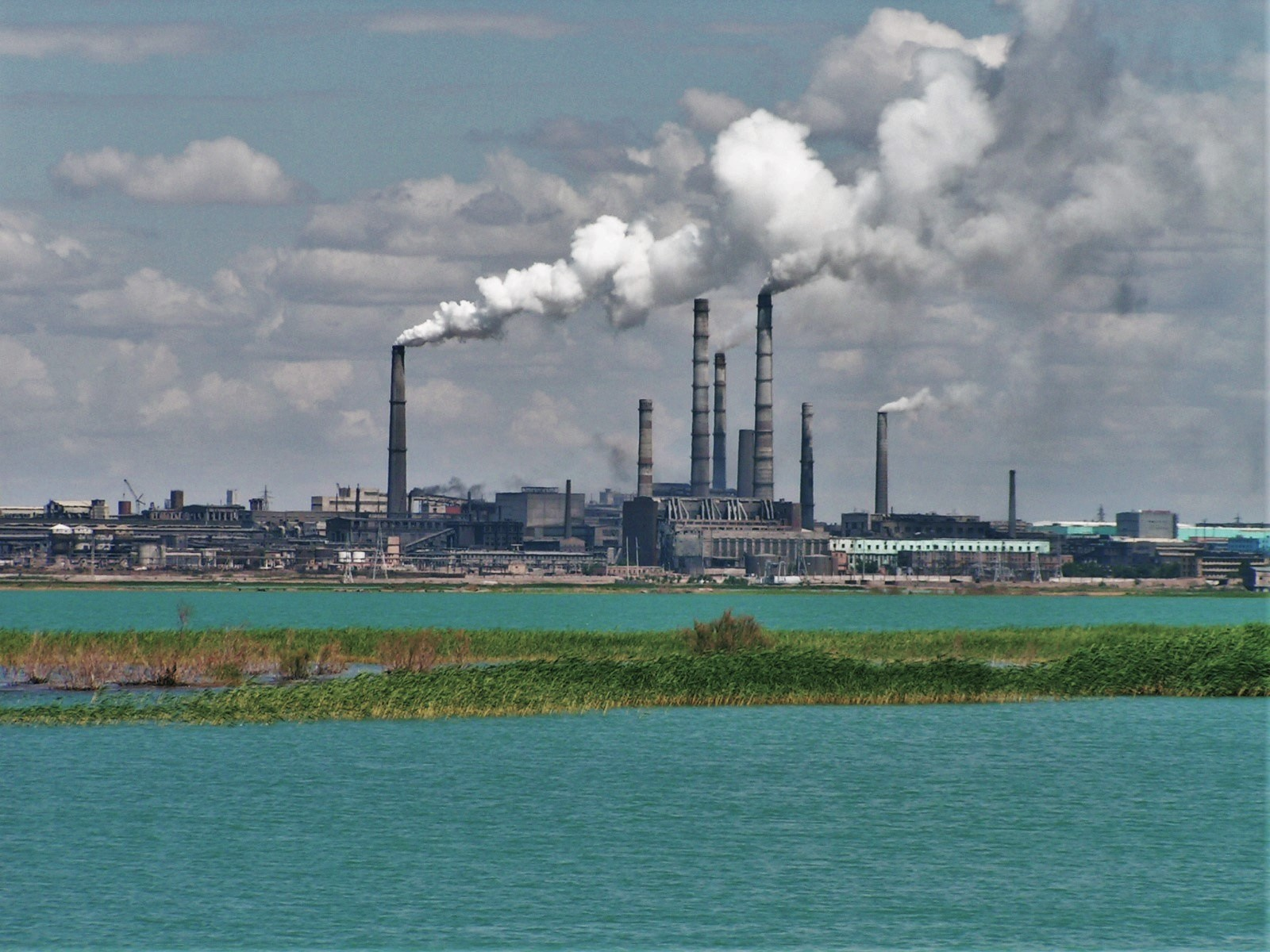
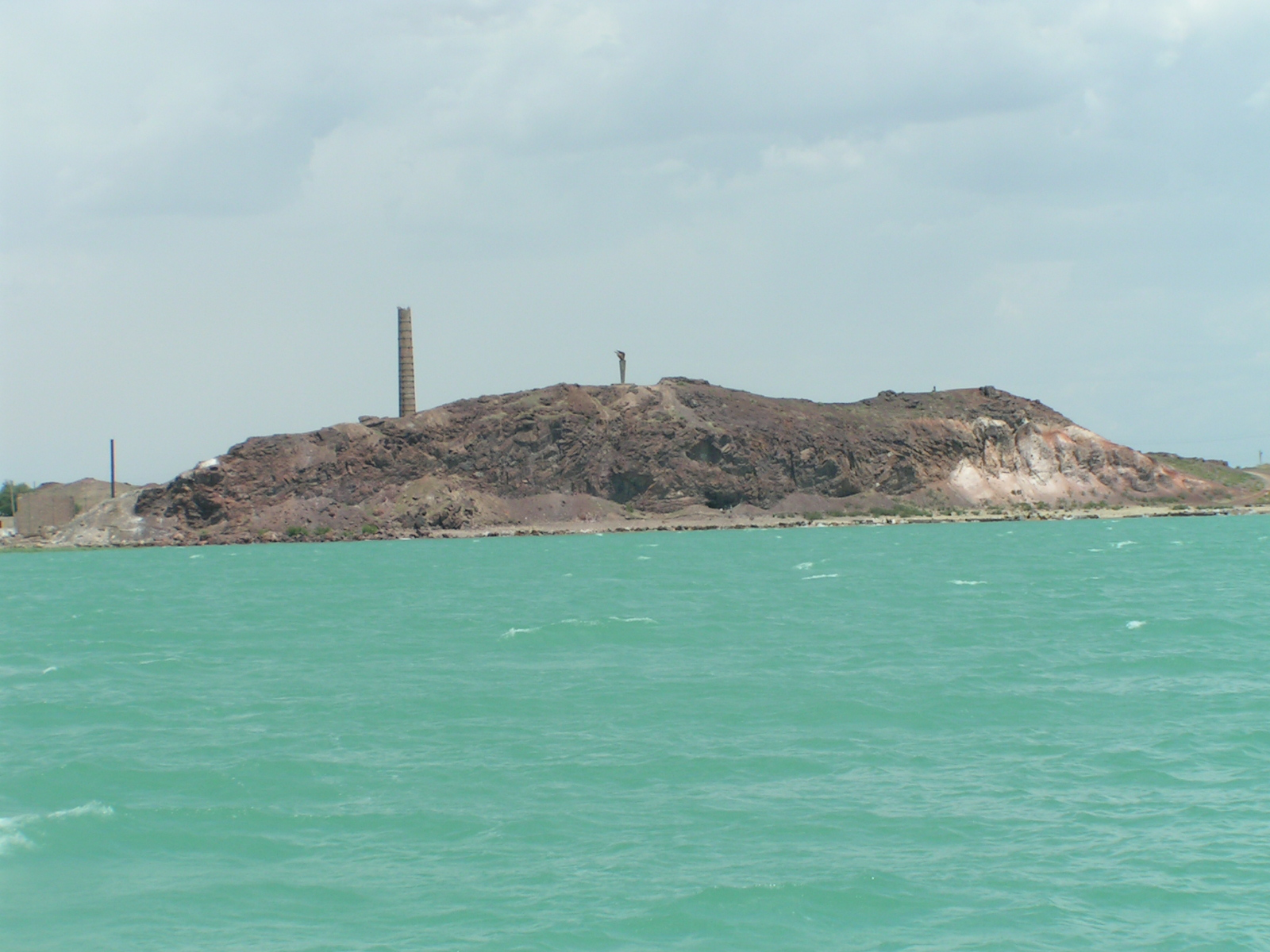
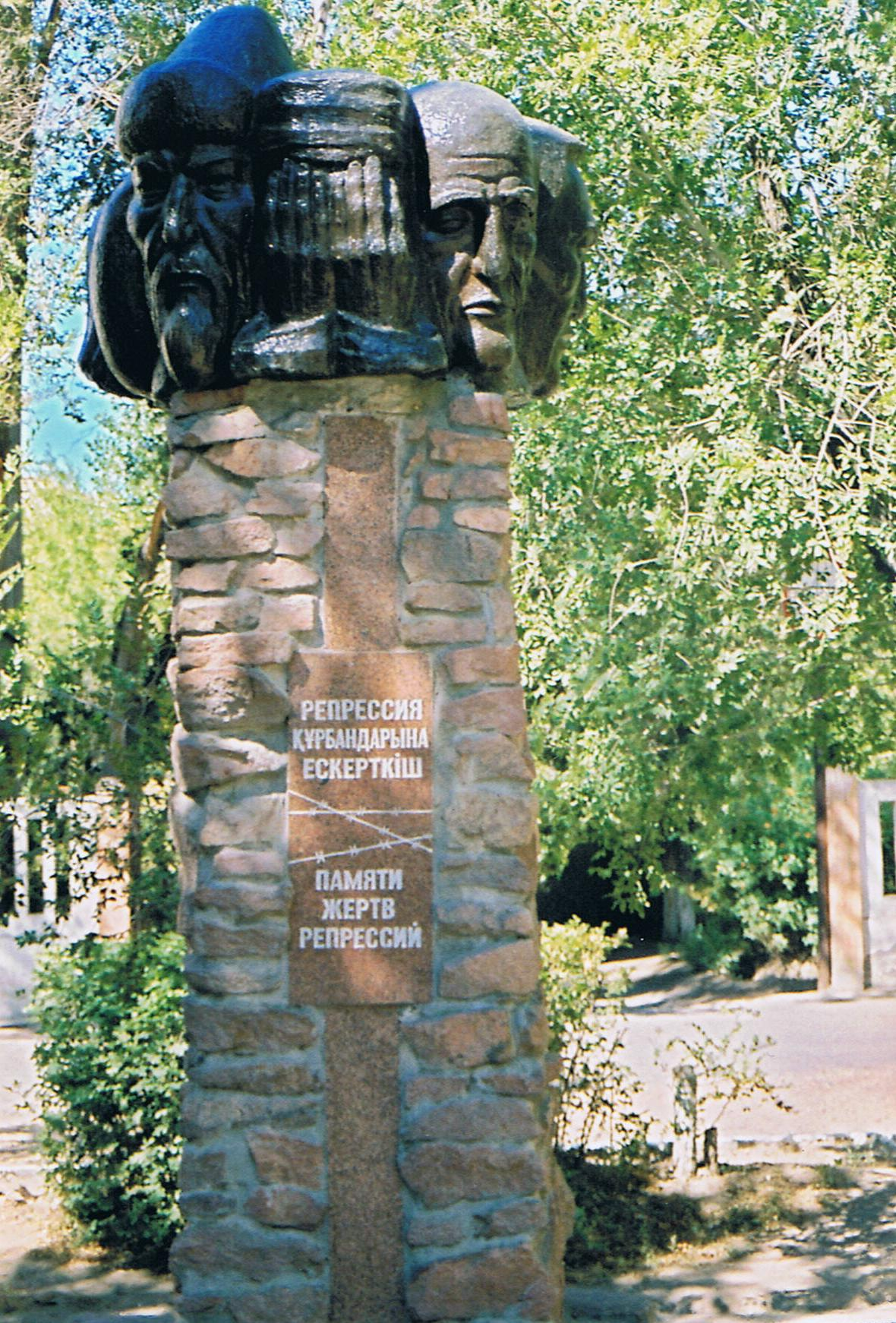
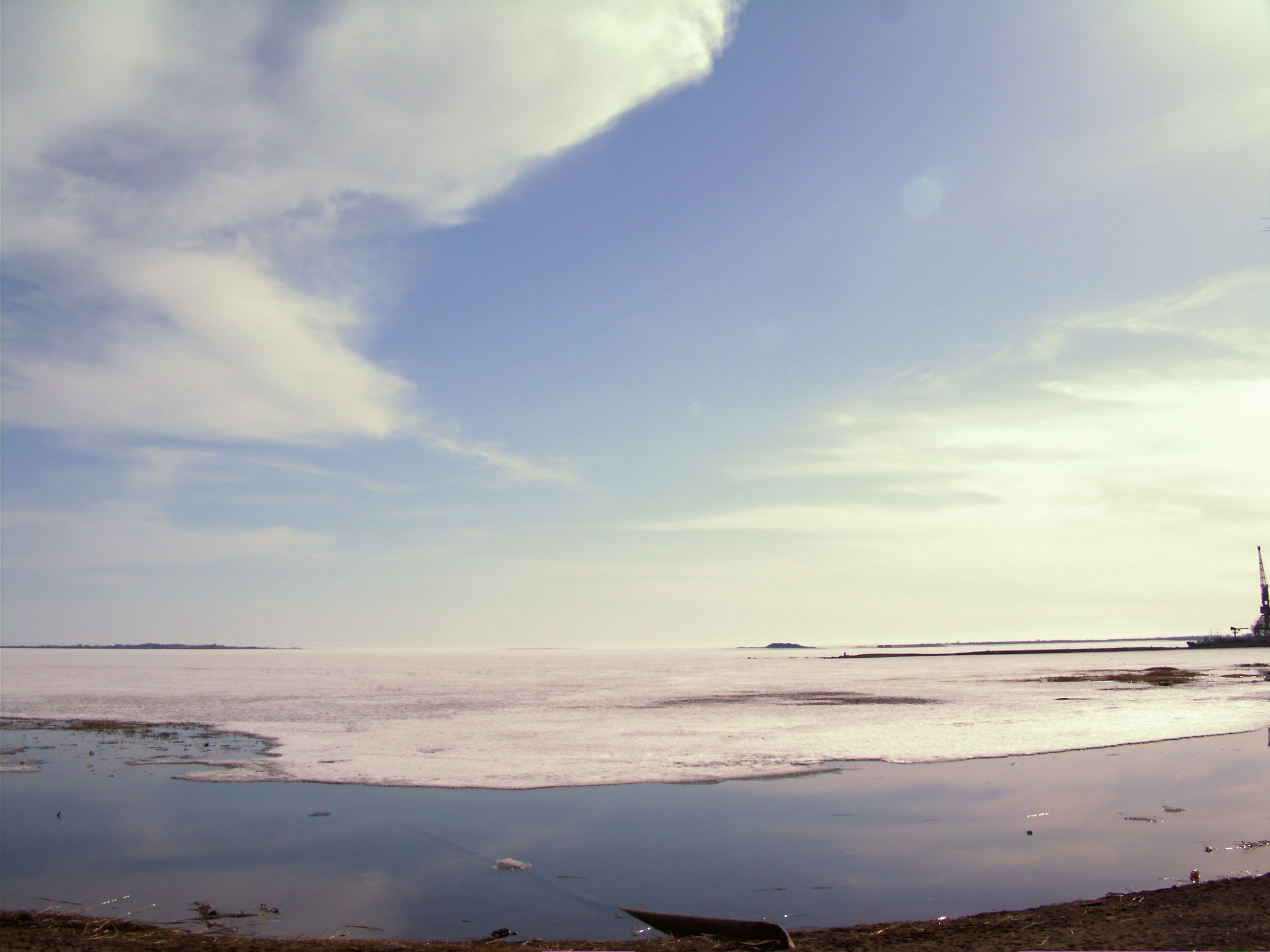
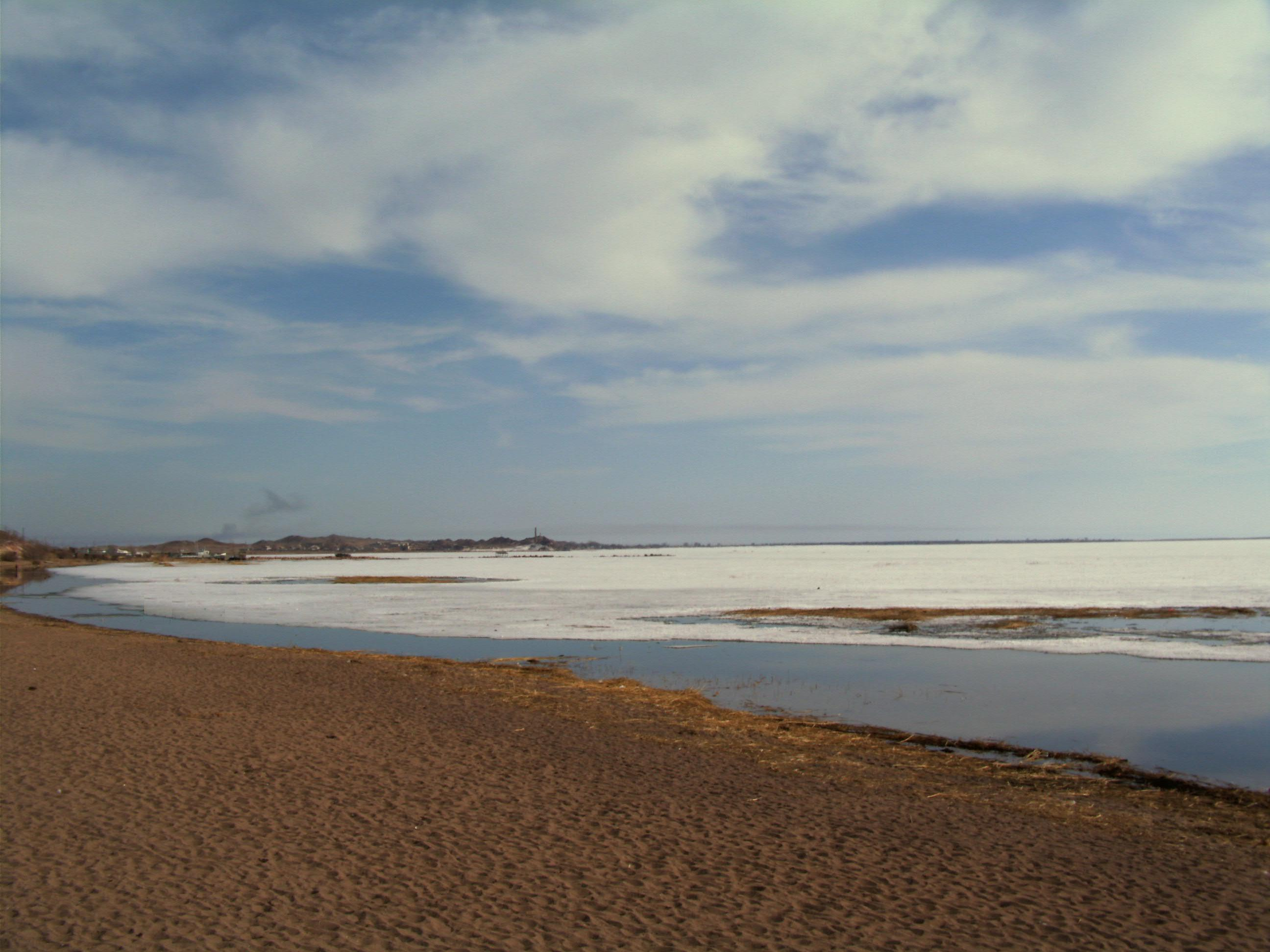